# Kanton Sevilla Don Bosco
Der Kanton Sevilla Don Bosco befindet sich in der Provinz Morona Santiago im Südosten von Ecuador. Verwaltungssitz des Kantons ist die Kleinstadt Sevilla Don Bosco.

## Lage
Der Kanton Sevilla Don Bosco befindet sich zentral in der Provinz Morona Santiago, östlich des Río Upano. Dieser Fluss hat mit dem Río Yukipa einen Zufluss, der im Norden des Kantons entspringt. Der Südteil des Kantonsgebiets wird über den Río Morona entwässert. Der Kanton liegt in der Cordillera de Kutukú. Die Fernstraße E45 (Loja–Puyo) führt in Nord-Süd-Richtung entlang des Río Upano durch den Kanton und bindet das benachbarte Macas im Kanton Morona an.
Der Kanton Sevilla Don Bosco grenzt im Osten an den Kanton Taisha, im Süden an die Kantone Tiwintza und Logroño, im Westen an den Kanton Sucúa sowie im Norden an den Kanton Morona.

## Verwaltungsgliederung
Der Kanton Sevilla Don Bosco ist deckungsgleich mit der gleichnamigen Parroquia urbana („städtisches Kirchspiel“).

## Geschichte
Der Kanton Sevilla Don Bosco wurde am 5. November 2024 eingerichtet. Im Februar 2023 hatten sich in einer Volksabstimmung in der betreffenden Parroquia Sevilla Don Bosco 83 % der Stimmberechtigten für die Umwandlung in einen eigenständigen Kanton ausgesprochen. Die Bemühungen zur Ausgliederung erstreckten sich davor über 20 Jahre und führten zu zwei zuvor gescheiterten Versuchen, einen Kanton zu gründen. Die Parroquia gehörte davor zum Kanton Morona und hatte beim Zensus 2022 eine Fläche von 2.246 km² bei einer Einwohnerzahl von rund 18.600. Die Bevölkerungsdichte lag bei 8 Einwohnern je Quadratkilometer.